# Instrumentlandningssystem

Bild över localizer och glideslope

Ett instrumentlandningssystem (engelska: instrument landning system, ILS) är ett navigationshjälpmedel för piloter vid inflygning och landning.
Systemet bygger på att både flygplan och aktuell landningsbana är utrustade med avsedd teknisk utrustning och att dessa kan interagera med varandra.
Instrumentlandningssystemet utgörs på marken av två sändare: en glidbanesändare (glideslope), som på flertalet flygplatser ger cirka 3 graders inflyningssvinkel, och en kurssändare som ger centrumlinjen (localizer). I förarkabinen visas mottagningen i flygplanet på instrumentet Horizontal situation indicator (HSI). I vissa fall visas det även på flygplanets horisontgyro, vars huvudsakliga uppgift är att visa hur flygplanet ligger i luften (om det svänger, stiger eller sjunker) som en markör i underkanten (localizern) och i högra delen (glideslopen). ILS-markörerna skall inte förväxlas med den så kallade flight directorn, vilken kan fällas in över själva horisontgyron och bilda en korsliknande figur. 
Efter att ha gått ned till rätt inflygningshöjd, normalt omkring 3.000 fot över marken, gäller det för piloterna att först "fånga localizern". För ett stort jetplan kräver detta en relativt låg hastighet (ej över 220 knop) och en lagom (horisontell) infallsvinkel. Sedan man fångat localizern och girat till rätt kurs enligt localizern, vanligen densamma som banans riktning, följer man glideslopens indikation för korrekt höjd i förhållande till kvarvarande avstånd till landningsbanans optimala sättpunkt. Till instrumentlandningssystemet hör också markörfyrar. Det kan finnas två eller tre stycken: yttermarkör omkring 8 –10 km från sättpunkten, mellanmarkör omkring 1 km från sättpunkten och ibland en innermarkör vid landningsbanan. Dessa markörfyrar sänder en lob rakt upp, tänder en markörlampa i förarkabinen och visar därigenom ett bestämt avstånd till landningsbanans början. Vanligen fattar piloten beslut om landning vid mellanmarkören och behöver då ha visuell kontakt med landningsbanan, om det inte är fråga om så kallad autolandning, om sådan är tillåten.
Olika klassificeringar av både flygplanens och landningsbanornas utrustning avgör till vilken grad man kan nyttja dessa funktioner. Den högsta klassen (CAT III) medger att flygplanet kan landa utan någon sikt. Detta kan ske med autolandning, där piloterna endast utgör observatörer medan flygplanet flyger in och landar helt automatiskt. Autolandning utnyttjas med fördel i svåra siktförhållanden, men får inte användas vid kraftiga vindar. Piloterna kan också när som helst avbryta autopilotens autolandning och avbryta inflygningen. (Avstängning av autopiloten görs med en liten röd knapp som sitter på styranordningen (rattliknande tvåhands-youke eller joystick). En avbruten inflygning på låg höjd kallas go-around och kan bero på många faktorer, till exempel föremål på landningsbanan eller att planet kommit ur kurs.